# Grigorij Jaropud
Grigorij Wasiljewicz Jaropud, ros. Григорий Васильевич Яропуд (ur. 24 lipca 1907 r. we wsi Bochoniki w guberni winnickiej, zm. po 1948 r.) – radziecki inżynier wojskowy, propagandysta Rosyjskiej Armii Wyzwoleńczej, a następnie szef oddziału inżynieryjnego sztabu Sił Zbrojnych Komitetu Wyzwolenia Narodów Rosji i dowódca Wojsk Pomocniczych Sił Zbrojnych KONR podczas II wojny światowej.
W 1921 r. ukończył szkołę w Winnicy, w 1925 r. technikum budowlane, w 1931 r. instytut budowlany, zaś w 1934 r. instytut hydrotechniczny w Kijowie. 21 lipca 1938 r. zmobilizowano go do Armii Czerwonej. Został głównym inżynierem odcinka wojskowego nr 711. 31 lipca 1939 r. awansował do stopnia wojeninżyniera 3 rangi. Od 4 listopada 1940 r. służył w Głównym Urzędzie Wojskowym Sownarkomu. W 1941 r. został wojeninżynierem 2 rangi. Nie jest znane jego miejsce służby wojskowej po ataku wojsk niemieckich na ZSRR 22 czerwca 1941 r. Latem 1942 r. dostał się do niewoli. Przebywał w oflagu w Hammelburgu. Jesienią 1942 r. wstąpił do kolaboracyjnej efemerycznej Rosyjskiej Robotniczej Partii Ludowej. Został wysłany na kurs propagandowy w Wulheide, po ukończeniu którego w kwietniu 1943 r. trafił do szkoły propagandystów ROA w Dabendorfie pod Berlinem. Następnie prowadził działalność propagandową w jednym z obozów jenieckich. Na pocz. 1944 r. odkomenderowano go do okupowanej Francji. W lutym - marcu stał na czele grupy propagandystów ROA jako starszy inspektor w Rumunii. Zajmował się werbunkiem do ROA. Jesienią 1944 r. przeszedł do nowo formowanych Sił Zbrojnych Komitetu Wyzwolenia Narodów Rosji, uzyskując stopień pułkownika. Od grudnia był szefem oddziału inżynieryjnego sztabu Sił Zbrojnych KONR. Stanął na czele Wojsk Pomocniczych Sił Zbrojnych KONR. 9 maja wraz ze sztabem poddał się Amerykanom. Uniknął deportacji do ZSRR. Do 1948 r. przebywał w Monachium, po czym wyjechał do Maroka, gdzie pracował jako inżynier w firmie budowlanej.